# Adratiklit
Adratiklit boulahfa
Genre
Espèce
Adratiklit est un genre fossile de dinosaures stégosaures herbivores qui vivaient dans le supercontinent Gondwana pendant la période du Jurassique moyen. Le type et seule espèce connue est Adratiklit boulahfa. Ses restes ont été retrouvés dans le Groupe El Mers (en), probablement dans la formation El Mers II (Bathonien), près de Boulahfa, au sud de Boulemane, Fès-Meknès, Maroc.
Les dinosaures Eurypoda, en particulier les stégosaures, étaient au Jurassique divers et abondants en Laurasie (aujourd'hui les continents du Nord), mais leurs restes sont extrêmement rares dans les gisements du Gondwana, aujourd'hui les continents du Sud. Néanmoins, l'existence de vestiges fragmentaires et de pistes dans les gisements du Gondwana indique la présence de taxons d'eurypodes à cet endroit. Adratiklit est le premier taxon Eurypoda décrit d'Afrique du Nord et est également le deuxième plus ancien stégosaure connu de n'importe où dans le monde (étant légèrement plus jeune que Bashanosaurus), à l'exception possible d'Isaberrysaura et "Ferganastegos", (actuellement nomen dubium), qui est probablement aussi vieux qu’Adratiklit.

## Découverte et dénomination
Adratiklit boulahfa a été décrit par Susannah C. R. Maidment (d), Thomas J. Raven (d), Driss Ouarhache (d) et Paul M. Barrett (d) dans un article publié en ligne dans la revue paléontologique Gondwana Research en janvier 2020. L'holotype d’Adratiklit boulahfa est une vertèbre dorsale, NHMUK PV R37366. Les spécimens référencés comprennent trois vertèbres cervicales (NHMUK PV R37367 et NHMUK R37368, ce dernier spécimen consistant en une série de deux os articulés), une vertèbre dorsale (NHMUK PV R37365) et un humérus gauche (NHMUK PV R37007). Les spécimens ont été acquis, au Royaume-Uni, auprès de marchands de fossiles par le Natural History Museum. Ils représentent plusieurs individus, probablement cinq. Alors que la deuxième dorsale partage des traits avec l'holotype, les autres références sont simplement basés sur le fait que le matériel est stégosaurien. Une tentative, en 2018 de localiser le site, n'a livré aucun fossile pertinent, mais a permis de mieux comprendre la géologie.
Le nom générique Adratiklit dérive des mots berbères adrar, « montagne », et tiklit, « lézard ». Le nom spécifique, boulahfa, fait référence à Boulahfa près de l'endroit où le spécimen aurait été trouvé.

## Description
Alors que l'holotype d’Adratiklit ne comprend qu'une vertèbre dorsale, quelques autres restes sont connus pour avoir quelques sections des os de membres et encore plus de vertèbres. L'humérus d'un de ces spécimens avait une longueur de soixante et un centimètres.
Les descripteurs ont établi deux autapomorphies, traits dérivés uniques. Avec les vertèbres dorsales, la prézygapophyse a une petite saillie rugueuse triangulaire sur le dessus, derrière la facette d'articulation avant du corps vertébral. Avec les vertèbres dorsales, les lames centroparapophysaires étant dessinées sur les rugosités en saillie antérieure situées de part et d'autre du canal neural dans les vertèbres dorsales, les crêtes entre le corps vertébral et les parapophyses, les facettes de contact pour les têtes de côtes inférieures, fin dans les zones rugueuses faisant saillie vers l'avant des deux côtés de l'ouverture avant du canal neural. Ces traits sont uniques pour les Stegosauria dans son ensemble et sont caractéristiques pour ce taxon. La taille d’Adratiklit n'est pas connue.

## Classification
Adratiklit est un stégosaure basal. Il est plus étroitement lié aux stégosaures européens Dacentrurus et Miragaia qu'aux taxons sud-africains Kentrosaurus et Paranthodon. Cela le place dans la sous-famille des Dacentrurinae, que l'on pensait auparavant confinée uniquement au Jurassique supérieur d'Europe.

## Publication originale
- (en) Susannah C. R. Maidment, Thomas J. Raven, Driss Ouarhache et Paul M. Barrett, « North Africa's first stegosaur: Implications for Gondwanan thyreophoran dinosaur diversity », Gondwana Research, Elsevier, vol. 77,‎ janvier 2020, p. 82-97 (ISSN 1342-937X et 1878-0571, DOI 10.1016/J.GR.2019.07.007).